# Anastatus mantoidae
Anastatus mantoidae is een vliesvleugelig insect uit de familie Eupelmidae. De wetenschappelijke naam is voor het eerst geldig gepubliceerd in 1859 door Motschulsky.